# Tuxicity
Tuxicity es el segundo álbum de Richard Cheese, editado el 1 de octubre de 2002. El nombre es una parodia al segundo álbum de la banda System Of A Down, llamado Toxicity.

## Lista de canciones
1. "She Hates Me" (Puddle of Mudd) – 1:43
2. "Fell in Love with a Girl" (The White Stripes) – 1:31
3. "Baby Got Back" (Sir Mix-a-Lot) – 2:47
4. "Down with the Sickness" (Disturbed) – 2:19
5. "Hate to Say I Told You So" (The Hives) – 1:29
6. "Insane in the Brain" (Cypress Hill) – 3:17
7. "Relax" (Frankie Goes to Hollywood) – 1:55
8. "Shake Ya Ass" (Mystikal) – 1:48
9. "Hot for Teacher" (Van Halen) – 2:38
10. "One Step Closer" (Linkin Park) – 1:36
11. "Live in the Lounge" – 1:09
12. "Smoke Two Joints" (The Toyes) – 1:30
13. "Chop Suey!" (System of a Down) – 2:24
14. "Loser" (Beck) – 2:25
15. "More Human Than Human" (White Zombie) – 3:00
16. "Used to Love Her" (Guns N' Roses) – 1:22
17. "Crazy" (Britney Spears) – 1:50
18. "Buddy Holly" (Weezer) – 2:43

- Datos: Q5195167